# Кісь Ярослав Павлович
Кісь Ярослав Павлович (1 вересня 1918, с. Підмихайлівці — 31 серпня 1986, Львів) — історик, доктор історичних наук (1969), професор (1971). Батько філософа, антрополога, етнолінгвіста й поета Романа Кіся.

## Життєпис
Закінчив приватну гімназію в Рогатині (1936), навчався у Греко-католицькій богословській академії у Львові (1937–39), де слухав курси, які читали учні Михайла Грушевського Іван Крип'якевич, Микола Чубатий, Ярослав Пастернак. В 1939—1948 рр. навчався на історичному факультеті Львівського університету, з перервою на військову службу в 1940—1945 рр. у лавах Червоної армії (участі у воєнних діях не брав). Після закінчення у 1948 році Львівського університету, все подальше життя в ньому працював, з 1970 — професор кафедри історії УРСР. Досліджував історію Львова та України XII—XIX ст., проблеми методології історичної науки.
В 1970-х роках, на хвилі посилення контролю, боротьби з інакодумством та репресій 1972 року, зазнав цькування за «безвідповідальне ставлення, формалізм і серйозні зриви в ідейно-політичному вихованні студентів». Після викриття КДБ в 1973 році «антирадянської групи» в університеті, що складалася з чотирнадцяти студентів, семеро з яких належли до наукового гуртка, яким керував Ярослав Кісь, йому була оголошена «сувора догана з занесенням до особової справи». Можливості для публікації для нього були обмежені, крім того йому ні разу не дозволили мати аспірантів. Наслідком стало різке погіршення його стану здоров'я.
Похований на 5 полі Личаківського цвинтаря.

## Праці
- Соціальна боротьба в місті Львові в XVI—XVIII ст.: Зб. док. Л., 1961 (співавт.);
- Промисловість Львова у період феодалізму (ХІІІ–ХІХ ст.). Л., 1968;
- Палеографія: Навч. посіб. Л., 1975;
- Питання генезису капіталізму в Східній Галичині // Вісн. Львів. ун-ту. Сер. істор. 1976. Вип. 12;
- Торгівля Львова в другій половині XVII — першій половині XVIII ст. // Вісн. Львів. ун-ту. Сер. істор. 1984. Вип. 20.
- Етногенез слов'ян: Навч. посібник. Л.: ЛДУ ім. І. Франка, 1985.